# 美國製造 (電影)
《美國製造》（英語：American Made，前稱作）是一部2017年美國犯罪片，由道格·李曼執導，蓋瑞·史賓尼利撰寫劇本，湯姆·克魯斯主演。《美國製造》定於2017年9月29日在美國上映，這也是道格·李曼繼2002年的《神鬼認證》後第二部由環球影業發行的導演作品。

## 劇情
1978年，為環球航空公司駕駛商用噴射飛機的巴吞魯日飛行員巴利·薛爾被一名自稱為蒙蒂·舍費爾的中央情報局案件官員招募。他要求一直通過加拿大將古巴雪茄走私到該國的巴利，使用小型、快速、雙引擎的Piper Smith Aerostar 600為中央情報局執行秘密偵察任務，該飛機在中美洲上空，配備精密的空中監控攝影鏡頭。薛爾告訴他的妻子露西，他還在環球航空。
1980年代，舍費爾要求薛爾開始在巴拿馬擔任中央情報局和諾列加將軍之間的信使。在一次任務中，麥德林集團找到了巴利，並要求他在返回美國的航班上攜帶古柯鹼。薛爾接受並開始將麥德林集團的古柯鹼空運到路易斯安那州，通過空投將毒品運送到鄉村，而不是降落在機場。中央情報局對毒品走私視而不見，但美國緝毒局追踪到了薛爾。為了避開當局，薛爾和他的家人必須搬到偏遠的阿肯色州梅納鎮，他的妻子開始接受他的新生活所產生的財富。作為美國可卡因販運的中心，這個小鎮逐漸變得富有。
後來，舍費爾要求薛爾向設在宏都拉斯的反共武裝尼加拉瓜康特拉運槍。薛爾意識到康特拉對戰爭並不認真，只想致富，他開始將槍支交易給麥德林集團。中央情報局在梅納建立了一個康特拉訓練基地，巴利駕駛著康特拉進入，但他們中的許多人一到就逃走了。
薛爾賺了很多錢，他把錢埋在後院的手提箱裡。薛爾的小舅子JB搬進來，需要一份工作。最終，他開始從薛爾那偷錢，並在警長喬·唐寧用一個裝滿洗錢現金的公文包抓住他後被捕。 JB 被保釋後，巴利給了他錢和一張去波拉波拉島的機票，並告訴他為了自己的安全而迷路。 JB 每週要求現金並侮辱露西。當巴利追趕他時，JB 在他的車裡被麥德林集團放置的炸彈炸死，麥德林集團此前曾承諾“處理”JB 問題。
聯邦調查局很快就听到了梅納街頭突然繁榮的風聲，JB 不計後果的開支沒有幫助，最終，中央情報局關閉了該計劃並放棄了薛爾，後者同時被聯邦調查局、緝毒局、美國菸酒槍炮及爆裂物管理局和阿肯色州警察逮捕。薛爾通過與白宮達成協議而逃脫起訴，白宮想要桑地諾民族解放陣線是毒販的證據。他們要求巴利獲取將麥德林集團與尼加拉瓜桑地諾聯繫起來的照片。巴利設法得到了這些照片，但白宮將它們作為對桑地諾的宣傳而發布。薛爾在照片中突出顯示，這導致他被十字軍的州檢察長起訴，以及麥德林集團策劃報復。
薛爾被判有罪，但僅被判處 1,000 小時的社區服務。從一家汽車旅館搬到另一家汽車旅館，記錄他的經歷，薛爾害怕每次發動汽車都會發生爆炸。由於他每天晚上都在同一棟救世軍大樓進行社區服務，因此薛爾無法躲避麥德林集團並被刺客槍殺。中央情報局銷毀了所有將他們與薛爾聯繫起來的證據。在薛爾死後，中央情報局繼續走私，而不是按照舍費爾的建議，利用伊朗向康特拉運送槍支。
舍費爾因他的想法而獲得晉升，不過很快就被公眾發現，有記者向雷根總統和布希副總統關於醜聞。露西和她的孩子們搬回巴吞魯日，在那裡她滿足地在快餐店工作。在她的手腕上可以看到她的一件昂貴的珠寶。

## 演員
- 湯姆·克魯斯飾演巴利·薛爾（Barry Seal）
- 莎拉·萊特（英语：Sarah Wright）飾演露西·塞爾（Lucy Seal）
- 多姆納爾·格里森飾演蒙提·賽佛（Monty Schafer）
- 潔瑪·梅絲飾演黛娜·希波塔（Dana Sibota）[5]
- 傑西·普萊蒙飾演唐寧警長（Sheriff Downing）
- 蘿拉·寇克（英语：Lola Kirke）飾演茱蒂·唐寧（Judy Downing）
- 拉拉·葛瑞絲（英语：Lara Grice）飾演女記者
- 卡賴伯·蘭里·瓊斯飾演JB[6]
- 康納·泰瑞尼爾（英语：Connor Trinneer）飾演喬治·W·布希[6]

## 製作
2015年1月17日，據報導，湯姆·克魯斯確認參演毒品題材的驚悚片《Mena》，由曾在《明日邊界》與克魯斯合作的道格·李曼執導。該片原本定由朗·霍華執導，但後來轉讓給了李曼，而克魯斯將會主演巴瑞·塞爾。片名後來於2016年8月被改為《American Made》。

### 拍攝
主體拍攝2015年5月27日在喬治亞州開始進行。拍攝地點包括切羅基縣、克萊頓、迪卡爾布縣、富爾頓縣、格威納特縣、摩根縣和皮肯斯縣。2015年8月20日，湯姆·克魯斯抵達哥倫比亞的麥德林，並在8月31日抵達聖瑪爾塔進行拍攝工作。

### 飛機墜毀事件
2015年9月11日，在哥倫比亞的一架電影用飛機墜毀造成兩人死亡，以及另一名人員嚴重受傷。該雙引擎的航空之星飛機正在運送機組人員（三名美國飛行員）時，卻遇到了惡劣天氣而發生墜機事件；這時飛機正在麥德林返回奧拉亞埃雷拉機場的航道上。兩名死者後來被確定是卡羅斯·貝爾和艾倫·普文，他們分別是Helinet航空公司的創始人和總裁。另一名重傷傷患為美國飛行員吉米·李加蘭，受傷後的他馬上被送往當地醫院。

## 發行
2015年5月，環球影業將電影定於2017年1月6日在美國上映。 2016年8月8日，電影的發行日被改至2017年9月29日，而片名也被更改，這主要是為了避免與《陰宅2》、《決戰異世界：弒血之戰》共同競爭。

### 評價
《美國製造》獲得了普遍好評。爛番茄上根據256條評論，持有86%的新鮮度，平均評級為6.94／10。在Metacritic上，電影的得分達65。據CinemaScore調查，觀眾的評價在A+至F間落於「B+」。

### 票房
在北美，《美國製造》與《別闖陰陽界》、《直到死為止》、《勝負反手拍》同天上映並競爭，分析師預估《美國製造》於首週末能從3023間戲院中獲得1200萬至1500萬美元的票房。美國首週末票房為1670萬美元，位居當週票房排名第三。據調查，首週末有91%的觀眾超過25歲。
| 上一届： 《殺手保鑣》 | 2017年台北週末票房冠軍 第34週 | 下一届： 《紅衣小女孩2》 |

## 历史偏差
影片暗示塞尔供职于环球航空时被中情局招收，但他在法庭上否认曾为中情局工作。1974年，环球航空声称塞尔参与走私计划时诈病请假，开除了他。蒙蒂·谢弗是虚构人物，现实中并非中情局特工。走私毒品时，塞尔没有直接联系毒枭，直到1984年他才亲自和巴勃罗·埃斯科巴和奥乔亚兄弟见面。
露西的部分原型是他的第三任妻子德博拉，德博拉表示塞尔1975年开始走私毒品，并不是影片所暗示的1980年，一开始集中在大麻，后来才送的可卡因。塞尔的缉毒局记录还指出，他于1978年扩大到走私可卡因，并表示早在1976年他便走私大麻。塞尔和曼德林毒枭集团的联系也不是在塞尔于哥伦比亚给飞机加油时遭绑架，而是从洪都拉斯飞回家途中碰到一位为毒枭豪尔赫·奥乔亚（Jorge Ochoa）卖命的走私客时开始的，在1979年被抓到走私毒品后，曾在当地一所监狱服刑九个月。黛博拉是黑头发的，不是露西那样的金发女郎。
Vulture的亚伯拉罕·里斯曼（Abraham Riesman）问这部电影是不是传记片，导演道格·里曼回答：“你懂得，我们并不是拍传记片。汤姆·克鲁斯的樣子不像巴瑞·塞尔。他的角色的灵感源自我们了解到巴瑞的报道。”值得注意的是，塞尔不是汤姆·克鲁斯那样的七尺男儿，反而大腹便便，据报重达136公斤。里曼承认，片中的零重力性爱场景是他的想法，他和克鲁斯在驾驶舱内拍摄飞行镜头时撞到一起，得到了灵感。
塞尔对走私军火和毒品的行为没有悔意，甚至曾在电视采访中方言：“不管你认为这是财富战士或什么的，反正这就是我生活的方式，我很享受，我还会继续做下去”。他并没有在郊区附近迫降飞机，里曼表示这部电影是“改编自真实故事的有趣谎言”。

## 外部連結
- 官方网站
- 互联网电影数据库（IMDb）上《美國製造》的资料（英文）
- Box Office Mojo上《美國製造》的資料（英文）
- 爛番茄上《美國製造》的資料（英文）
- Metacritic上《美國製造》的資料（英文）
- AllMovie上《美國製造》的资料（英文）
- 開眼電影網上《美國製造》的資料（繁體中文）
- 豆瓣电影上《美國製造》的資料 （简体中文）
- 时光网上《美國製造》的資料（简体中文）